# Асунсьйон (аеропорт)
Міжнародний аеропорт «Асунсьйон» імені Сільвіо Петтіроссі (IATA: ASU, ICAO: SGAS) — головний міжнародний аеропорт Парагваю. Розташований в Луке і обслуговує столицю країни — місто Асунсьйон. Опосередковано аеропорт обслуговує сусіднє місто Клорінда в сусідній Аргентині. Аеропорт названий на честь парагвайського авіатора Сільвіо Петтіроссі. У період з 1980 по 1989 рік він був відомий як Міжнародний аеропорт імені президента Стресснера на честь колишнього глави держави Альфредо Стресснера. У 2019 році аеропорт обслужив 1,24 мільйона пасажирів, що робить його найзавантаженішим аеропортом країни. Це головний міжнародний центр для LATAM Paraguay і Paranair.

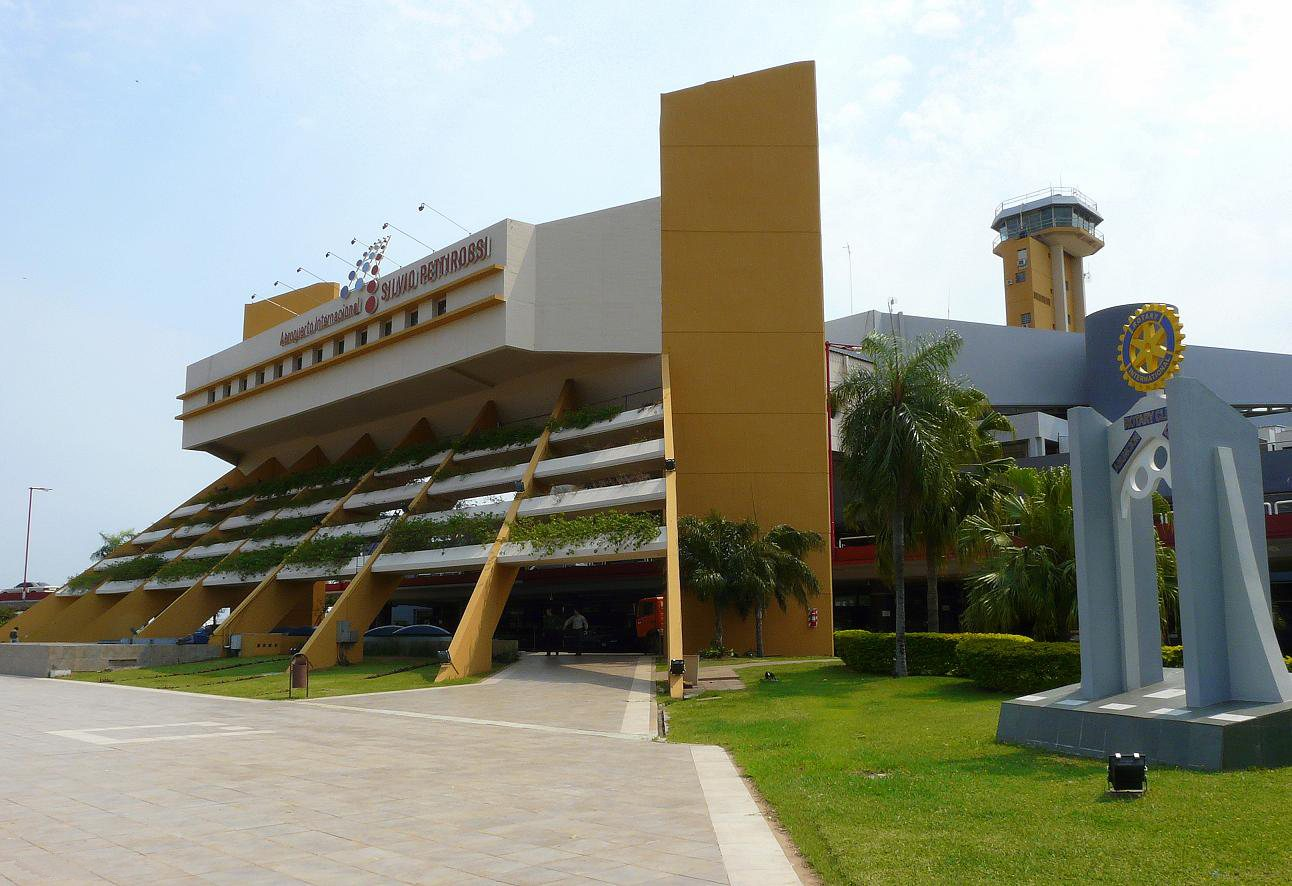